# Wojewódzka rada wodna
Wojewódzka rada wodna – organ opiniodawczy wojewody, powołany w celu wydawania opinii w kwestach gospodarowania wodą, określonej ustawą wodną z 1922 r.

## Powstanie Rady
Na podstawie ustawy wodnej z 1922 r. ustanowiono wojewódzkie rady wodne, które powstały w każdym województwie. Rada podejmowała decyzje w ważnych sprawach, które określone były przez właściwych ministrów. Rada uprawniona była także do przedkładania samodzielnych opinii właściwym ministrom.
Rada wodna województwa warszawskiego była zarazem radą wodną dla miasta Warszawa.
Wykonanie rozporządzenia poruczono Ministrowi Robót Publicznych w porozumieniu z Ministrem Rolnictwa i Dóbr Państwowych oraz Ministrem Przemysłu i Handlu.

## Zadania Rady
Zgodnie z ustawą wodną z 1922  r. władze wodne były zobowiązane zasięgnąć opinii Rady w następujących sprawach:
- odprowadzanie wody lub innych płynów ponad miarę powszechnego użytkowania do wód płynących,
- spływu tratew i spustu drzewa na wodach prywatnych,
- zaniechania utrzymywania wody publicznej uregulowanej na podstawie zatwierdzonego planu,
- zawiązanie przymusowej spółki wodnej (związku wałowego),
- udzielania pozwoleń wodno-prawnych na zakłady do piętrzenia wody na wodach publicznych.

## Skład Rady
Wojewódzka rada wodna składała się z przewodniczącego oraz 6 członków, mianowicie z:
- 2 przedstawicieli reprezentacji wojewódzkiej,
- 2 przedstawicieli korporacji rolniczych,
- 2 przedstawicieli korporacji przemysłowych i rękodzielniczych.

Przewodniczących wojewódzkich rad wodnych oraz ich zastępców mianował Prezydent RP na wniosek Rady Ministrów.
Według rozporządzenia Ministra Robót Publicznych w porozumieniu z Ministem Rolnictwa oraz Ministrem Przemysłu i Handlu z 1929 r. wojewódzka rada wodna składała się z:
- przewodniczącego i jego zastępcy, mianowanych przez Ministra Robót Publicznych w porozumieniu z Ministrem Rolnictwa oraz Ministrem Przemysłu i Handlu,
- 9 członków, wybranych po jednej trzeciej przez organy uchwalające wojewódzkiego związku komunalnego, izby rolniczej, izby przemysłowo-handlowej i izby rzemieślniczej.

## Członkowie Rady
Członkiem wojewódzkiej rady wodnej względnie jego zastępcą był każdy, kto posiadał prawo wyborcze do Sejmu. Członkowie i ich zastępcy wybierani byli na okres 5-letni. Ustępujący członkowie pełnili swoje czynności aż do chwili ukonstytuowania się nowej rady.
Wybory członków wojewódzkiej rady wodnej zarządzał wojewoda na trzy miesiące przed upływem pięcioletniej kadencji.

## Posiedzenia Rady
Wojewódzka rada wodna zbierała się na zaproszenie przewodniczącego Rady.
W posiedzeniach brali udział zainteresowane władze i urzędy a także dyrekcje dróg wodnych, dyrekcje kolei państwowych oraz prezesi okręgowych urzędów ziemskich. Dla ważności uchwał wojewódzkiej rady wodnej wymagana była obecność przewodniczącego lub jego zastępcy i co najmniej czterech członków rady.

## Opinie Rady
W sprawach, w których władze żądały od wojewódzkiej rady wodnej opinii, wojewódzka rada wodna wydawała  opinie na podstawie ustalonego przez władze stanu faktycznego. Opinie przesyłane były na piśmie przez przewodniczącego wojewódzkiej rady wodnej.  

## Mandat członka Rady
Mandat członka rady wodnej wygasał przed upływem okresu wyborczego:
- w razie śmierci;
- w razie zrzeczenia się;
- w razie nieusprawiedliwionej nieobecności na trzech kolejnych posiedzeniach rady wodnej;
- w razie utraty warunków prawa wyborczego do Sejmu.

Mandat przewodniczącego wojewódzkiej rady wodnej i jego zastępcy gasł po odwołaniu przez władzę, która dokonała mianowania.